# N4 (Guinea)
Die N4 ist eine Fernstraße in Guinea, die in Coyah an der Ausfahrt der N1 beginnt und in Pamalap an der Grenze nach Sierra Leone endet. Sie ist 84 Kilometer lang.